# 이티겐
이티겐(독일어: Ittigen, 베른 독일어 : 독일어: Ittige 이티거[*])은 스위스 베른주의 베른-미텔란트구에 있는 자치체이다.
자치체는 그것과 오스터문딩엔이 한때 볼리겐의 일부였던 영토에서 분리되었을 때 1983년에 형성되었다.

## 역사
그 지명은 알레만어 독일어 "at the people of Ito"에서 파생되었으며, 1318년에 Yttigen으로 처음 인쇄되었다. 1326년에는 villa de Ittigen으로 언급되었다.
선사 시대 정착지의 흔적은 보르프라우펜(화장된 유골, 로마 시대 동전과 초기 중세 무덤이 있는 라텐 문화 선박), 파피어뮐레 지역(약 30개의 무덤이 있는 5세기 또는 6세기 초기 중세 묘지), 노이하우스(초기 중세 무덤) 및 비다커(Seax)에서.
파피어뮐레, 쉐르멘, 노이하우스, 바트하우스의 작은 마을이 계곡 바닥에서 발전한 반면, 이티겐과 보르프라우펜의 농촌 마을은 계곡 위의 낮은 산의 테라스에서 자랐다. 두 농촌은 광활한 경작지를 개별 밭으로 활용하고 공동 농지와 산림을 공유했다. 여러 개의 흩어져 있는 소규모 농장이 두 마을 주변에 생겨났고, 공유지를 공유하기도 했다. 산속의 마을은 대부분 농업으로 남아 있었지만, 계곡 바닥의 작은 마을은 무역과 산업의 지역 중심지였다. 제지 공장은 1466년에 개업했으며, 그 뒤를 이어 요금소와 여관이 들어섰다. 또한 쉐르멘에는 방앗간이 있었고, 노이하우스에는 요금소와 여관이 있었고 바트하우스에는 15세기 온천과 여관이 있었다. 제지 공장과 여러 해머 공장이 결국 보르프라우펜에 문을 열었다. 17세기와 18세기 경에 농촌 마을은 인근 도시 베른의 주간 시장에 과일, 채소와 건초를 제공하는 데 중점을 두었다. 이 지역의 화창한 날씨와 베른과의 근접성은 여러 부유한 가족들이 이티겐 마을의 마넨베르크와 보르프라우펜의 잔트호프 및 린덴호프를 포함하여 이티겐에 전원 토지를 건설하도록 장려했다. 19세기에는 농업이 여전히 중요했지만, 소규모 작업장과 가내 산업노동은 많은 주민들에게 일자리를 제공했다. 1831년에 셰르멘에 파스타 공장을, 1917년에 초콜릿 공장을 열었다.
1983년까지 이티겐은 볼리겐의 일부였다. 볼리겐 교구 내에서 이티겐과 주변 마을들은 반독립적인 회중을 형성하고, 교회 평의회에서 그들 자신의 구성원을 선출했다. 회중은 가난한 사람들과 고아들을 돌보고 교육을 제공하고, 세금을 징수하는 것과 같은 많은 필수적인 도시 기능을 수행했다. 그러나 그것은 볼리겐 지자체의 지배를 받았다. 1774년 이티겐은 자신의 문장을 얻으려 했지만 실패했다. 1813년에 마을 학교가 설립되었지만, 5년 후인 1818년에 개교하였다. 학교와 함께 마을은 마침내 어느 정도 독립을 이루었다. 1834년에 볼리겐, 페렌베르크(Ferenberg), 오스터문디겐(Ostermundigen) 시의 4개 구역 중 하나가 되었다. 각 구역은 소방서, 도로 유지 및 초등 교육을 담당했으며, 지자체는 재정, 세금 및 중등 교육을 처리했다. 20세기 내내 지자체는 베른에 통합되어야 하는지(1913, 1919), 모든 지자체 기능을 중앙 집중화해야 하는지(1930, 1945 및 1963) 또는 별도의 지자체로 분할해야 하는지(1956, 1962 및 1972)에 대해 투표했다. 마침내 1978년에 주민들은 투표를 통해 독립된 지자체로 분할하고 1980년에서 1983년 사이에 새로운 지자체가 볼리겐에서 기능을 인수했다.

## 지리
이티겐의 면적은 4.2k㎡이다. 이 면적 중 1.03k㎡ (24.5%)가 농업 목적으로 사용되는 반면 0.6k㎡ (14.3%)는 삼림으로 사용된다. 나머지 토지 중 2.54k㎡ (60.3%)가 정착(건물 또는 도로), 0.04k㎡ (1.0%)가 강이나 호수이다.
조성면적 중 공업용 건물이 전체 면적의 5.0%를 차지했고 주택과 건물이 33.7%, 교통 기반시설이 18.5%를 차지했다. 전력 및 수자원 기반시설 및 기타 특별 개발 지역은 면적의 1.4%를 구성하고 공원, 녹지대 및 스포츠 경기장은 1.7%를 구성한다. 산림면적 중 12.4%는 삼림이 무성하고 1.9%는 과수원이나 작은 나무 군락으로 덮여 있다. 농경지 중 18.5%는 작물 재배에 사용되고 5.5%는 목초지이다. 시정촌의 모든 물은 흐르는 물이다.
시정촌은 베른 광역권에 있는 마넨베르크(해발 688m)의 테라스에 있는 보르플렌탈(보르플렌 계곡)에 있다.
1983년에 볼리겐에서 분리되면서 시정촌이 탄생했다.
2009년 12월 31일에 시정촌의 이전 지구인 베른구가 해산되었다. 다음 날 2010년 1월 1일에 새로 설립된 베른-미텔란트구에 합류했다.

## 인구통계
2020년 12월 기준, 이티겐의 인구는 11,430명이다. 2010년 기준 2010년 기준으로 인구의 19.6%가 거주하는 외국인이다. 2000년부터 2010년까지 지난 10년 동안 인구는 -2.4%의 비율로 변화했다. 이민은 –1.3%, 출생과 사망은 0.1%를 차지했다.
2000년 기준, 인구 대부분인 9,477명(86.2%)이 독일어를 모국어로 사용하고, 이탈리아어가 283명(2.6%)으로 두 번째로 많이 사용하고, 프랑스어가 272명(2.5%)으로 세 번째로 사용된다. 로만슈어를 구사하는 사람이 4명 있다.
2008년 기준으로 인구는 남성 48.7%, 여성 51.3%이다. 인구는 4,196명의 스위스 남성(인구의 38.3%)과 1,130(10.3%)의 비스위스계 남성으로 구성되었다. 스위스 여성은 4,602명(42.0%), 비스위스계 여성은 1,018명(9.3%)이었다. 지자체의 인구 중 1,701명(15.5%)가 이티겐에서 태어나 2000년에 그곳에 살았다. 같은 주에서 태어난 4,723명(43.0%)가 있었고, 2,104명(19.1%)가 스위스 다른 곳에서 태어났다. 2,034명(18.5%)이 스위스 이외의 지역에서 태어났다.
2010년 기준으로 아동·청소년(0~19세)이 18.4%, 성인(20~64세)이 62.2%, 노인(64세 이상)이 19.4%를 차지한다.
2000년 기준으로 시정촌에 미혼이거나, 독신인 사람은 4,346명이다. 기혼자는 5,229명, 미망인은 825명이었다.
2000년 현재 1인 가구는 1,923가구, 5인 이상 가구는 199가구이다. 2000년에는 총 4,964가구(전체의 94.4%)가 영구 임대되었고, 198채(3.8%)가 계절적으로, 99채(1.9%)가 비어있었다. 2010년 기준 신규 주택 건설률은 인구 1000명당 1.1세대였다. 2011년 시정촌 공실률은 0.5%였다.
역사적 인구는 다음 차트에 나와 있다.

## 국가중요문화재

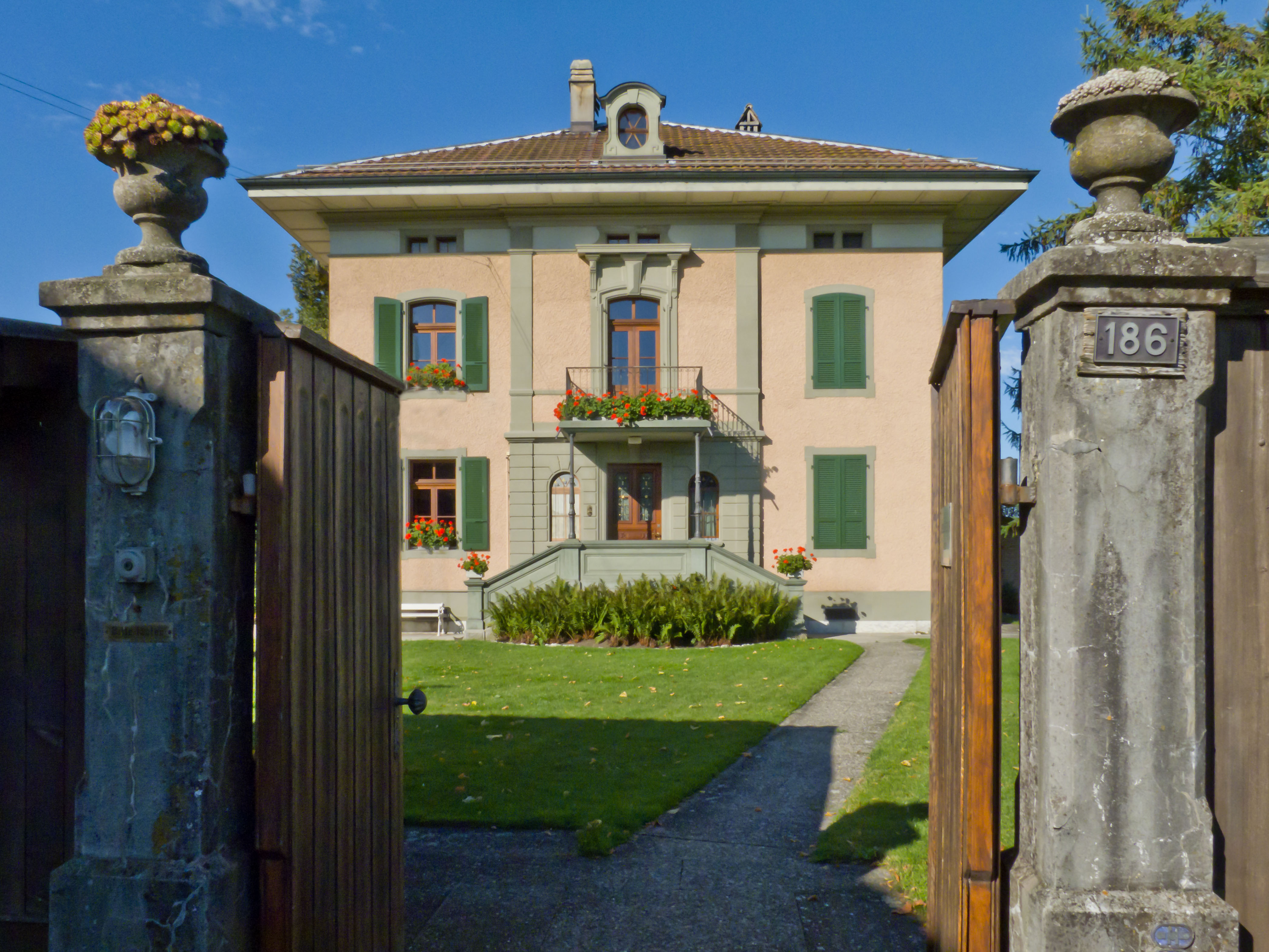
고스텔리 슈티프퉁 건물

스위스 페미니스트 운동의 역사 기록 보관소가 있는 고스텔리 재단은 국가적으로 중요한 스위스 유산으로 등재되어 있다. 포함하는 전체 포르플레탈(포르프레 계곡); 볼리겐, 이티겐, 오스터문딩엔 및 슈테틀렌은 스위스 유산 목록의 일부이다.

## 정치
2011년 연방 선거에서 가장 인기 있는 정당은 22.7%의 득표율을 기록한 SVP였다. 다음으로 가장 인기 있는 3개 정당은 SPS (19.1%), BDP 정당 (15.2%), FDP (14.6%)였다. 이번 연방 총선에서는 총 3,610표가 투표율 47.8%를 기록했다.

## 경제
2011년 현재 이티겐의 실업률은 2.61%이다. 2008년 기준으로 시정촌에 고용된 총인원은 8,976명이다. 이 중 1차 경제 부문에 19명이 고용되었고, 이 부문에 약 4개 기업이 참여했다. 867명이 2차 부문에 고용되었고 이 부문에 82개의 기업이 있었다. 8,090명이 3차 부문에 고용되었으며, 이 부문에는 387개의 기업이 있다.
2008년에는 총 7,873개의 정규직이 있었다. 1차 부문의 일자리 수는 17개였으며, 모두 농업에 있었다. 2차 부문의 일자리 수는 815개였으며, 그중 537개(65.9%)가 제조업에, 258개(31.7%)가 건설에 종사했다. 3차 부문의 일자리는 7,041개였다. 3차 부문에서 738명(10.5%) 도소매 또는 자동차 수리업, 724개(10.3%) 상품 이동 및 보관, 192개(2.7%) 호텔 또는 레스토랑, 1,874(1,874(26.6%) 정보 산업), 411명(5.8%가 보험 또는 금융 산업, 354개(5.0%)가 기술 전문가 또는 과학자, 125개(1.8%)가 교육, 315개(4.5%)가 의료 분야였다.
2000년 기준 자치단체로 통근하는 근로자는 5,490명, 출퇴근자는 4,882명이었다. 지자체는 근로자의 순수입 지자체이며, 떠날 때마다 약 1.1명의 근로자가 지자체에 들어간다. 근로 인구의 41.6%가 대중교통을 이용하여 출퇴근하고 38.5%가 자가용을 이용하였다.
1991년부터 이티겐은 예산의 원천을 고속도로 휴게소 주차료로 확장했다. 잘 알려진 예는 휴게소 그라우홀츠이다. 매우 선구적인 경제 분야이자 세계적으로도 드물고 비범한 분야이기 때문에 여러 신문 기사에 실리면서 논란이 되고 있다. 자치단체는 현재까지 수입원을 유지하고 있다.

## 종교
2000년 인구 조사에서 로마 가톨릭 신자는 2,279명(20.7%)이었고 스위스 개혁 교회는 6,064명(55.2%) 이었다. 나머지 인구 중 정교회 교인은 214명(1.95%), 크리스찬 가톨릭 교회 교인은 23명(0.21%), 다른 기독교 교회에 속한 651명(약 5.92%). 유대인은 10명(0.09%)이었고, 이슬람교는 387명(3.52%)이었다. 52명의 불교가 있었다. 힌두교 125명과 다른 교회에 속한 15명이 있었다. 1,092명(9.94%)이 교회에 속하지 않고 불가지론자 또는 무신론자이며, 382명(3.48%)이 질문에 대답하지 않았다.

## 교육
이티겐에서는 인구의 약 4,719명(42.9%)이 비필수 고등교육을 이수했으며, 1,716명(15.6%)이 추가 고등 교육(대학 또는 응용학문대학)을 마쳤다. 고등 교육을 이수한 1,716명 중 66.5%가 스위스 남성, 23.1%가 스위스 여성, 6.3%가 비스위스계 남성, 4.1%가 비스위스계 여성이었다.
베른주 학교 시스템은 1년의 의무 없는 유치원, 6년의 초등학교를 제공한다. 이후 3년 동안의 의무적 중학교 과정을 거쳐 학생들을 능력과 적성에 따라 구분한다. 중학교 이하 학생들은 추가 학교에 다니거나 견습생으로 들어갈 수 있다.
2009-10학년도 동안 이티겐의 수업에 총 1,474명의 학생이 참석했다. 시정촌에는 총 168명의 학생이 있는 8개의 유치원 수업이 있었다. 유치원생 중 35.1%는 스위스의 영주권 또는 임시 거주자(시민권 아님)였으며, 52.4%는 교실 언어와 다른 모국어를 사용한다. 지자체에는 28개의 초등 학급과 522명의 학생이 있었다. 초등학생 중 30.5%는 스위스의 영주권 또는 임시 거주자(시민권 아님)였으며, 39.5%는 교실 언어와 다른 모국어를 사용한다. 같은 해에 총 275명의 학생이 있는 16개의 중등 학급이 있었다. 스위스의 영주권자 또는 임시 거주자(시민이 아님)인 25.8%가 있었고 42.5%는 교실 언어와 다른 모국어를 사용했다.
2000년 현재 이티겐에는 다른 시정촌에서 온 학생이 321명, 시외 학교에 다니는 거주자는 329명이다.